# Trần Phương (phó thủ tướng)
Trần Phương sinh ngày 1 tháng 11 năm 1927 là một giáo sư Kinh tế; nguyên Đại biểu Quốc hội Việt Nam Khóa VII (1981-1987), Trợ lý Bí thư thứ nhất Ban Chấp hành Trung ương Đảng Lao động Việt Nam Lê Duẩn , Ủy viên Ban Chấp hành Trung ương Đảng Cộng sản Việt Nam khóa IV (dự khuyết; 1976–1982), V (1982-1986), Phó Chủ tịch Hội đồng Bộ trưởng (1982-1986), Bộ trưởng Bộ Nội Thương (1981-1982) nước Cộng hòa Xã hội Chủ nghĩa Việt Nam, Viện trưởng viện kế hoạch dài hạn (1982 - 1993), Chủ tịch và sáng lập Hội Khoa học kinh tế Việt Nam (1975 - 2021), Chủ tịch danh dự Hội Khoa học kinh tế Việt Nam (2021 - nay), ông hiện là hiệu trưởng trường Đại học Kinh doanh và Công nghệ Hà Nội.

## Tiểu sử
Trần Phương tên thật là Vũ Văn Dung, sinh năm 1927 tại Mỹ Hào, Hưng Yên. Trong thời kỳ chống Pháp ông có bí danh là Trần Phương.
- Năm 1941 ông vào học Trường Bưởi, Hà Nội.
- Năm 1943, ông tham gia hoạt động cách mạng. Bị mật thám thực dân Pháp truy lùng, ông lánh về quê để hoạt động. Tới năm 1945, ông là lãnh đạo cuộc khởi nghĩa ở quê hương ông trong thời kỳ cách mạng tháng 8.
- Trong thời kỳ 9 năm chống Pháp (1945-1954), ông lãnh đạo cuộc chống Pháp ngay trong khu vực đồng bằng Pháp kiểm soát.
- Năm 1946, ông là Bí thư huyện ủy, năm 1948 là Phó Bí thư tỉnh ủy Hưng Yên khi mới 21 tuổi.
- Năm 1947, ông là Giám đốc Sở Thông tin Liên khu 3 kiêm Chủ nhiệm Báo Cứu quốc Liên khu 3.[2]
- Năm 1951 làm Phó bí thư Thành Ủy kiêm Phó chủ tịch UB Kháng chiến - Hành chính thành phố Hải Phòng.
- Năm 1953 làm Phó trưởng ban Tuyên huấn của khu Ủy Tả Ngạn kiêm Giám đốc Sở Tuyên truyền - Văn Nghệ và Chủ nhiệm báo Cứu Quốc khu Tả Ngạn.

## Sau Chiến tranh Đông Dương
- Sau năm 1954, ông được cử sang Trung Quốc học ở Học viện Mác-Lê Nin, sau 2 năm ông là Chủ nhiệm Khoa Kinh tế.
- Năm 1959, ông được cử về Ủy ban Khoa học Nhà nước, và cùng với một số người xây dựng Viện Kinh tế, và sau đó là Viện trưởng Viện Kinh tế, Tổng biên tập Tạp chí Nghiên cứu kinh tế.
- Năm 1968, ông được bổ nhiệm Phó Chủ nhiệm Ủy ban Khoa học Xã hội, sau đó làm Trợ lý cho Bí thư Lê Duẩn.
- Năm 1977, ông được bổ nhiệm Thứ trưởng Bộ Nội thương, Phó Ban Cải tạo công thương nghiệp Trung ương chuyển vai trò từ nghiên cứu sang công việc điều hành quản lý kinh tế Việt Nam sau chiến tranh.
- Năm 1979, ông được bổ nhiệm Phó Chủ nhiệm Ủy ban Kế hoạch Nhà nước, hàm Bộ trưởng.
- Năm 1980 được phong Giáo sư theo QĐ số 131/CP ngày 29/4/1980 của Hội đồng Chính phủ về việc công nhận chức vụ khoa học (đợt 1) do Thủ tướng chính phủ Phạm Văn Đồng ký.
- Năm 1981, ông được bổ nhiệm Bộ trưởng Bộ Nội thương.[3]
- Năm 1981-1987, Đại biểu Quốc hội nước Cộng hòa Xã hội Chủ nghĩa Việt Nam Khóa VII (đại biểu tỉnh Tiền Giang).[4]
- Từ năm 1982-1986, ông là Phó Chủ tịch Hội đồng Bộ trưởng (Phó Thủ tướng) thời điểm đất nước sắp chuyển đổi từ cơ chế quản lý tập trung bao cấp sang cơ chế thị trường.
- Năm 1986 - 1993, ông là Viện trưởng viện kế hoạch dài hạn và phân bố lực lượng sản xuất.
- Năm 1993 ông nghỉ hưu, đến năm 1996 ông sáng lập nên Trường Đại học Kinh doanh và Công nghệ Hà Nội, và giữ vị trí Hiệu trưởng, Chủ tịch HĐQT . Trường Đại học KD và CN HN là trường ngoài công lập hoạt động không vì mục tiêu lợi nhuận trong hoạt động giáo dục đào tạo.[2]

## Đánh giá
Ông được xem là một trong những người nghiên cứu sâu về thực trạng nền kinh tế bao cấp của nhà nước, đặc biệt là cơ chế giá bao cấp. Từ những năm 1960, khi làm công việc nghiên cứu ở Viện kinh tế, ông đấu tranh không khoan nhượng, tranh luận gay gắt với các đại biểu của ủy ban Vật giá Nhà nước về sự bất hợp lý của cơ chế trên, và đến cuối thập niên 1970 những quan điểm của ông đã được thực thi khi ông là Bộ trưởng Bộ nội thương.
Trong nền kinh tế bao cấp, ông cũng là người không đồng tình với chế độ cung cấp phân biệt thứ bậc A,B,C trong ngành thương nghiệp - Hệ thống bìa A,B,C. Ông đã trình bày với Tổng bí thư Lê Duẩn và Trưởng ban tổ chức Lê Đức Thọ và cuối cùng cũng đã xóa được hệ thống cửa hàng cung cấp.
Ông cũng là người khởi xướng bãi bỏ chính sách nghĩa vụ bán gia súc của người dân cho nhà nước, ông đã cùng với Tố Hữu, lúc đó là Phó Chủ tịch Thường trực Hội đồng Bộ trưởng phá rào bằng Quyết định số 4/HĐBT với 3 điều do Tố Hữu ký, với quyết định này từ năm 1985, sản lượng thu mua tăng gấp đôi so với các năm trước, nông dân được bán sản phẩm theo giá thỏa thuận mà không bị ép phải bán theo giá nhà nước chỉ định như trước.
Về chính sách Giá - Lương - Tiền là vấn đề chủ trương của HĐBT và của Ban chấp hành TW khóa IV (đứng đầu HĐBT là đồng chí Phạm Văn Đồng và thường trực là Phó CT HĐBT Tố Hữu) có những tồn tại nằm trong thời kỳ khi các nước hướng tới xây dựng chế độ XHCN, cụ thể một số thông tin cần phải tham khảo đánh giá từ các văn bản nhà nước khác. Trong Giá - Lương - Tiền có 3 quyết định đã được HĐBT điều chỉnh lại thay vì đề xuất của Tổ phân phối lưu thông là chưa phù hợp dẫn tới gia tăng lạm phát ngoài sự kiểm soát bao gồm:
. Quyết định về giá lúa
. Quyết định về giá vật tư
. Quyết định về mức lương
Thông tin có thể được kiểm chứng tham khảo tại các văn kiện của Nhà nước và từ các cán bộ cùng thời kỳ vì đây là những vấn đề không được đăng tải:
+ Báo cáo của HĐBT về chủ trương, biện pháp về Giá lương tiền tại kỳ họp thứ 9, Quốc hội khóa VII ngày 25.6.1985 trích trong Văn kiện quốc hội toàn tập, Tập VI, quyển 2. 1984 - 1987.
+ Nghị Quyết Hội nghị lần thứ 8 ban cháp hành TW Đảng khóa V về Giá Lương Tiền số 25-NQ/TW ngày 17/6/1985 (nguồn Đảng cộng sản Việt Nam, Văn kiện Đảng Toàn tập, NXB chính trị quốc gia Hà Nội, 2006, Trang 110 - 133)
+ Tham vấn các đồng chí cùng thời kỳ: Bộ trưởng tài chính - Chu Tam Thức; Chủ nhiệm UB vật giá - Phan Văn Tiệm, Phó thủ tướng Đồng Sỹ Nguyên
Giữa thập niên 1980, người dân thường truyền tụng câu vè: "Trần Phương, Trọng Truyến, Trần Quỳnh/Còn ba người đó dân mình đói to" hoặc biến thể "Trần phương, Tố Hữu, Trần Quỳnh/ Ba ông gộp lại, dân tình đói meo".

## Vấn đề tâm linh
| “                     | Có một thế giới linh hồn ngoài thế giới của con người đang sống không? Thế giới linh hồn đó hoạt động thế nào? Có khả năng tác động thế nào đến thế giới của con người đang sống? Hầu hết mọi người đều không có khả năng nhìn thấy nghe thấy linh hồn, chỉ có một số ít là có khả năng đó. Khả năng đó do hoạt động theo một cơ chế đặc biệt nào vậy? Một khả năng đã giúp cho nhân dân tìm được hàng ngàn hài cốt liệt sĩ chẳng lẽ không dám bỏ công tìm hiểu khám phá? | ” |
| — Giáo sư Trần Phương | |   |

| “                     | Mười năm lại đây, nghe tin nhiều người tìm được hài cốt bằng gọi hồn, bằng ngoại cảm, bằng thấu thị... Tôi vốn được đào tạo theo tinh thần của khoa học thực nghiệm, cái gì chứng minh được mới tin là có, cái gì chưa chứng minh được thì dứt khoát không tin. | ” |
| — Giáo sư Trần Phương | |   |